# Opsodoras ternetzi
Opsodoras ternetzi är en fiskart som beskrevs av Eigenmann 1925. Opsodoras ternetzi ingår i släktet Opsodoras och familjen Doradidae. Inga underarter finns listade i Catalogue of Life.